# Rhizosféra

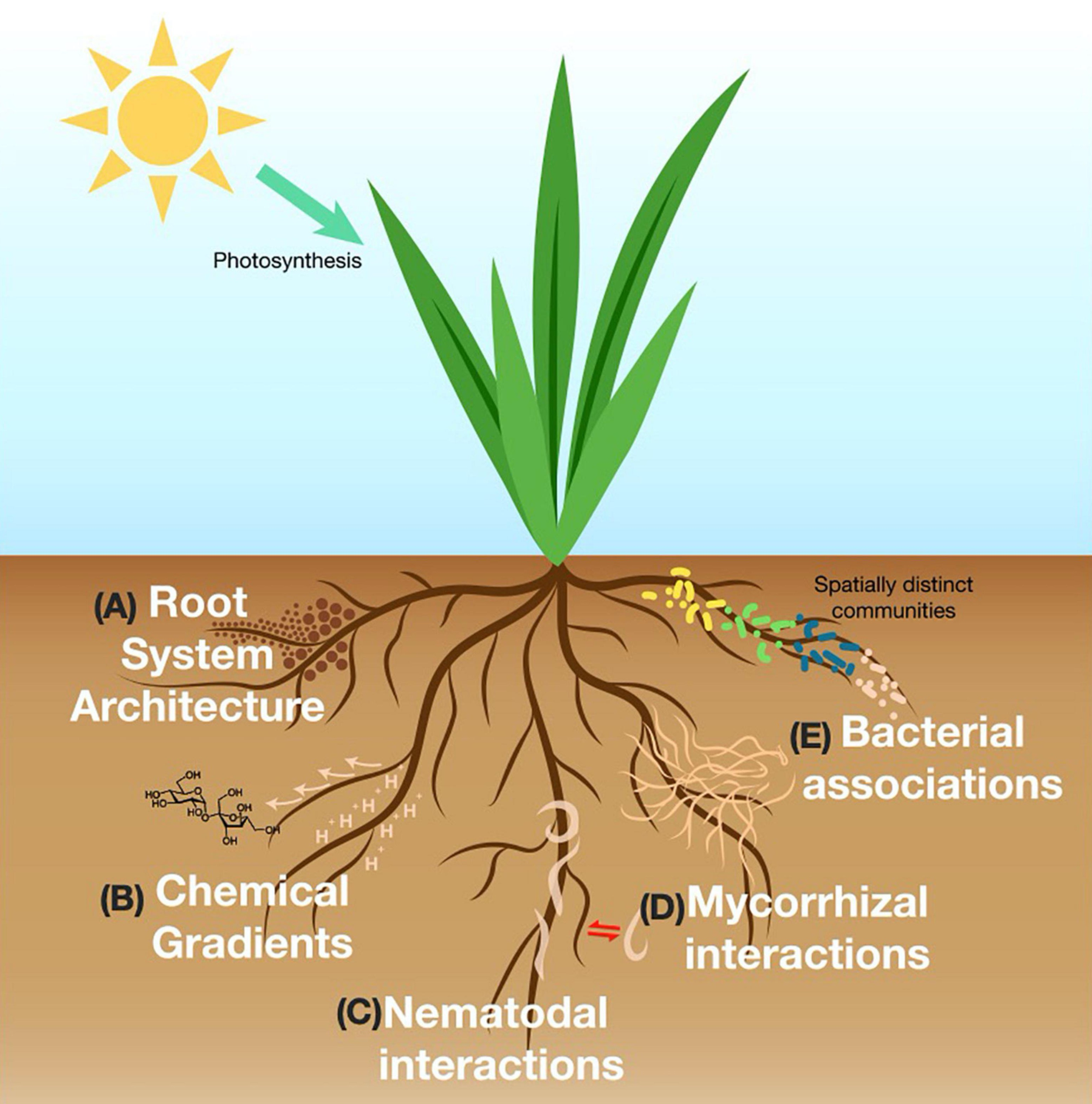
schéma některých dějů odehrávajících se v rhizosféře

Rhizosféra (z řečtiny rhizo- kořenový) znamená v ekologii část půdy přiléhající ke kořenům, která je pod vlivem kořenových výměšků (exsudátů). V širším smyslu je rhizosféra také hustě prokořeněná vrstva půdy. Typická je značnou biologickou aktivitou.
Termín rhizosféra (Rhizosphäre) zavedl v roce 1904 německý bakteriolog Lorenz Hiltner publikovaným konferenčním příspěvkem „Über neuere Erfahrungen und Probleme auf dem Gebiete der Bodenbakteriologie…“
Rhizosféra je část půdy v těsné blízkosti kořenů, která je pod přímým (chemickým) vlivem rostlin. Tloušťka rhizosféry bývá nejčastěji několik milimetrů až 1–3 centimetry. V dobře zapojeném porostu, kde je svrchní vrstva půdy silně prokořeněná, lze celou masu této půdy považovat za rhizosférní půdu.
Rhizosféra je zónou převážně komensálních a mutualistických vztahů mezi rostlinami a mikroorganismy.
Rhizosféra se podstatně liší od okolní půdy fyzikálně-chemickými vlastnostmi. Díky kořeny produkovaným exsudátům je obsah rozpustných uhlíkatých sloučenin v rhizosféře mnohonásobně vyšší než ve volné půdě. Žije v ní proto mnohonásobně (10× až 100×) vyšší počet mikroorganismů i dalších organismů osídlujících edafon než v okolní půdě. To, které mikroorganismy z okolní půdy budou rhizosféru kolonizovat, je patrně z části dáno složením a koncentrací kořenových exsudátů. Prostřednictvím nich může rostlina regulovat rhizosferní společenstva. V rhizosféře běžně žijí mnohé bakterie, archea a mykorhizní houby. Mykorhizní houby prorůstají rhizosféru myceliem a rozšiřují vliv rostlin na mnohem větší prostor.
Fakt, že osídlení mikroorganismy je mnohem vyšší ve rhizosféře než ve volné půdě, se označuje jako rhizosférní efekt (rhizosphere effect).
Rhizosféru lze dělit na vnitřní rhizosféru, vnější rhizosféru (vrstvička půdy v tloušťce asi 0,5 mm), příkořenovou zónu (půda v těsné blízkosti kořenů, asi 1 mm) a širší rhizosféru (půda vzdálenější od kořenů více než 1 mm). Ve vnitřní rhizosféře je nejvyšší tzv. rhizosférní efekt.
Rhizosféra je složité prostředí, kde téměř každá změna vyvolává komplex řetězových reakcí mezi půdou, kořeny rostlin a půdními mikroorganismy. Populace mikroorganismů v rhizosféře je závislá zejména na složení rhizosféry, na vlhkosti a množství kyslíku v půdě. Protože kořeny rostlin působí jako zdroj organického uhlíku, je populační hustota mikroorganismů v rhizosféře mnohem vyšší než ve volné půdě. Relativní vzestup počtu mikroorganismů se udává jako poměr R/S, kde R je počet mikroorganismů v 1 g půdy rhizosféry a S je počet mikroorganismů v 1 g volné půdy. Poměr R/S nabývá hodnot od 5 do 50 a závisí mimo jiné na stáří rostliny, druhu rostliny a stavu z hladiska výživy. Mikroorganismy v rhizosféře zvyšují uvolňování uhlíku čili rhizodepozici. Rhizodepozice je výrazně proměnlivá, pro jednoleté rostliny činí okolo 40 %, pro lesní stromy okolo 70 % z množství uhlíku transportovaného do kořenů. Četnější tedy bývá populace mikroorganismů v rhizosféře kořenů stromů než polních plodin. (Plodiny: na mikroorganismy nejbohatší půdy jsou pod bobovitými, chudší pod okopaninami a nejchudší pod obilninami.)
Dominantní skupinou mikroorganismů v rhizosféře jsou bakterie. Vyskytují se tu především gramnegativní bakterie, zatímco ve volné půdě převažují grampozitivní bakterie (schopné rozkládat i složitější látky z půdní organické hmoty).
Většinu přísunu celkového organického uhlíku pro mikrobiální aktivitu rhizosféry představují odumřelé buňky povrchu rostlin a pletiv. I přes značný přísun sloučenin organického uhlíku může být zásobování mikroorganismů živinami, zejména dusíkem, limitováno. Proto zpravidla u nebobovitých rostlin vzroste počet, aktivita a rychlost obratu bakterií rhizosféry po hnojení dusíkem. Limitace množství dusíku je patrně také hlavní důvod drastického poklesu rychlosti obratu bakterií ve vrstvě půdy přilehlé k povrchu kořene řepky (Brassica napus) z 9,2 hod. pro rostliny šest dnů staré na 160 hod. pro rostliny staré 26 dní.